# Peter Germain
Peter Germain (né le 22 janvier 1982 à Saint-Marc à Haïti) est un footballeur haïtien. 
Il évolue au poste de milieu de terrain au Baltimore Sportif Club, club du championnat d'Haïti de football.

## Biographie

### En club
Peter Germain commence sa carrière avec le Baltimore Sportif Club, club de sa ville de naissance, Saint-Marc. 

### En équipe nationale
Germain joue son premier match international en 2001. Il joue cinq matchs internationaux cette année-là. 
Il participe à la Gold Cup 2007, où l'équipe d'Haïti est éliminée au premier tour. Germain participe à de nombreux matchs internationaux avec Haïti, l'année 2008 étant la plus fructueuse, avec 14 matchs joués pour un but.